# Fiat 60 HP
La 60 HP è un'autovettura di lusso costruita dalla Fiat dal 1904 al 1909. 
Fu commercializzata per soddisfare la forte richiesta di automobili lussuose d'esportazione, compresa la domanda dal mercato americano. La trazione era posteriore e i freni agivano sull'albero di trasmissione e sulle ruote posteriori.
Progettando la vettura con dettagli lussuosi fin dalle sue più piccole finiture, fu presentata al mercato americano dove fu completata dai carrozzieri Quimby e Demarest. All'epoca infatti le vetture venivano fornite molto spesso a telaio nudo e i clienti carrozzavano la vettura da carrozzieri di loro fiducia. Furono commercializzate due versioni: "normale" e "allungata".
Furono prodotte tre serie:
- 1ª serie: aveva un motore biblocco a quattro cilindri in linea dalla cilindrata di 10597 cm³. L'alesaggio è di 145 mm, mentre la corsa di 160 mm. Il propulsore eroga una potenza di 60 HP a 1200 giri/min, consentendo una velocità massima di 80 km/h[1].
- 2ª serie: introdotta nel 1906 e non presentava variazioni meccaniche rispetto al modello precedente. L'unica modifica è stata nel telaio, interamente in acciaio.
- 3ª serie: introdotta nel 1907 con un motore triblocco a sei cilindri in linea dalla cilindrata di 11040 cm³ a corsa lunga (alesaggio di 125 mm, corsa di 150 mm) che restituiva un aumento della potenza di 5 HP.

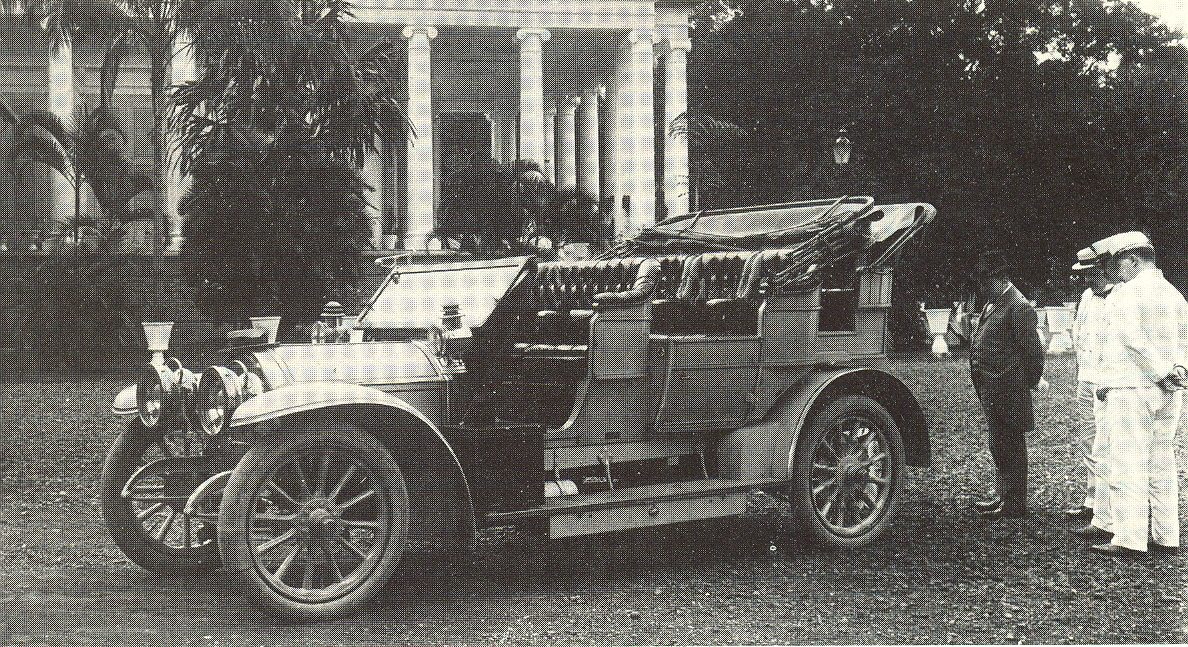
Fiat 60 HP 3ª serie

La vettura era caratterizzata da importanti innovazioni tecnologiche: fu la prima berlina a poter disporre di un'accensione a magnete ad alta tensione e dell'avviamento ad aria compressa. Altra novità, il raffreddamento automatico ad acqua del freno a tamburo posto sull'albero di trasmissione.
La Fiat 60 HP fu la prima vettura a benzina destinata alla personale locomozione del kaiser Guglielmo II di Prussia, acquistata su consiglio del fratello Enrico, grande appassionato di automobili e, secondo la tradizione, inventore del tergicristallo. La scelta era caduta sul modello Fiat, in quanto considerato il non plus ultra tecnologico dell'epoca. Rimase in servizio pochi mesi e venne ben presto sostituita da vetture Mercedes, Benz, Opel e NAG, a causa dei malumori espressi dalla Corte prussiana nei confronti della scelta poco nazionalistica.
È stata fabbricata negli stabilimenti Fiat di corso Dante a Torino in 86 esemplari.